# Platycheirus quadratus
Platycheirus quadratus är en tvåvingeart som först beskrevs av Thomas Say 1823.  Platycheirus quadratus ingår i släktet fotblomflugor, och familjen blomflugor. Inga underarter finns listade i Catalogue of Life.